# Nepenthes jacquelineae
Nepenthes jacquelineae este o specie de plante carnivore din genul Nepenthes, familia Nepenthaceae, ordinul Caryophyllales, descrisă de Clarke, Davis și Tamin. Conform Catalogue of Life specia Nepenthes jacquelineae nu are subspecii cunoscute.

## Galerie de imagini

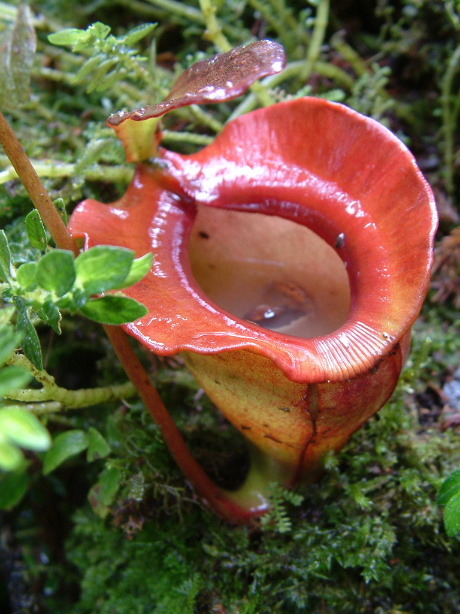
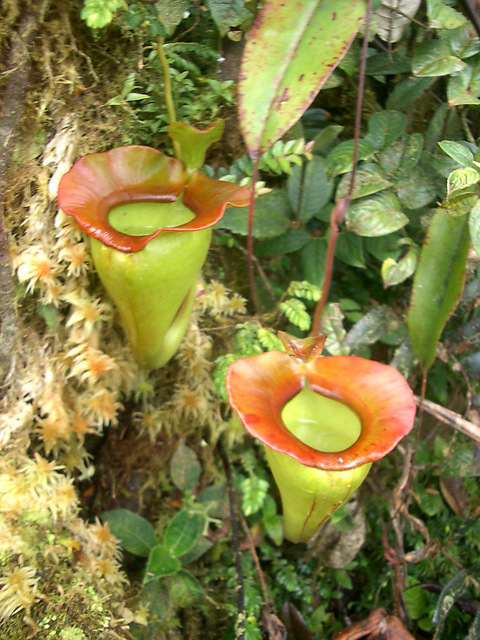
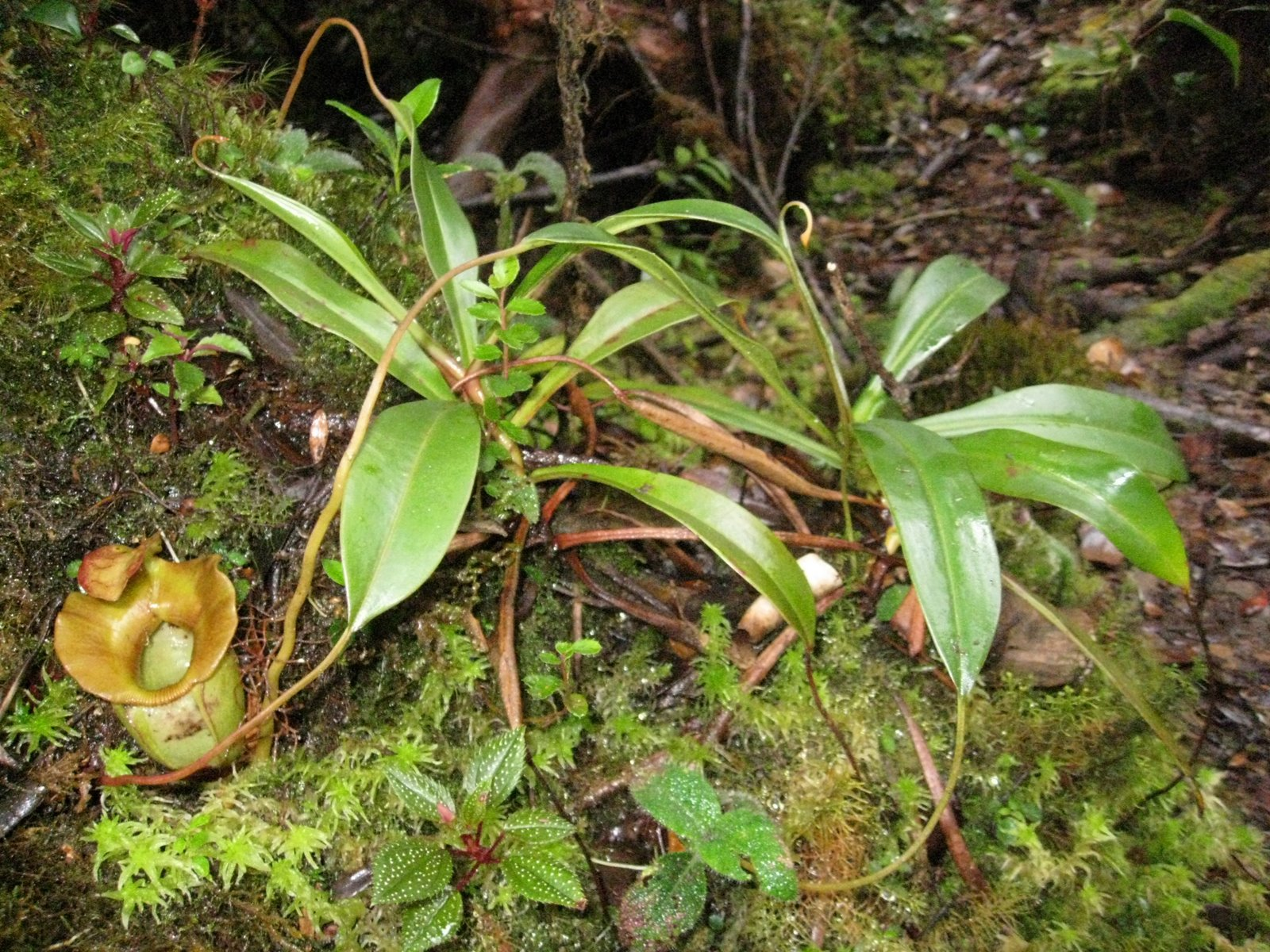
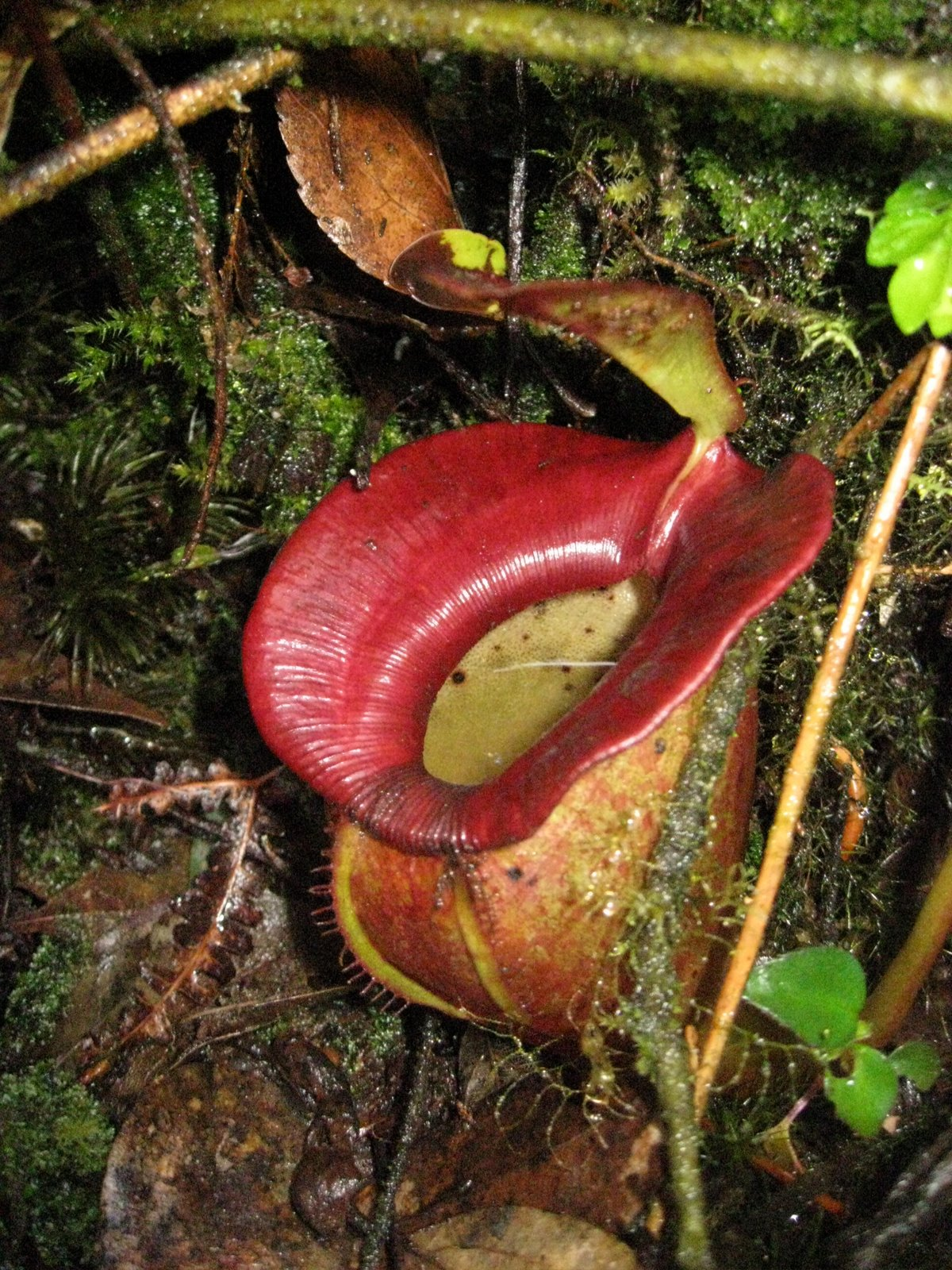
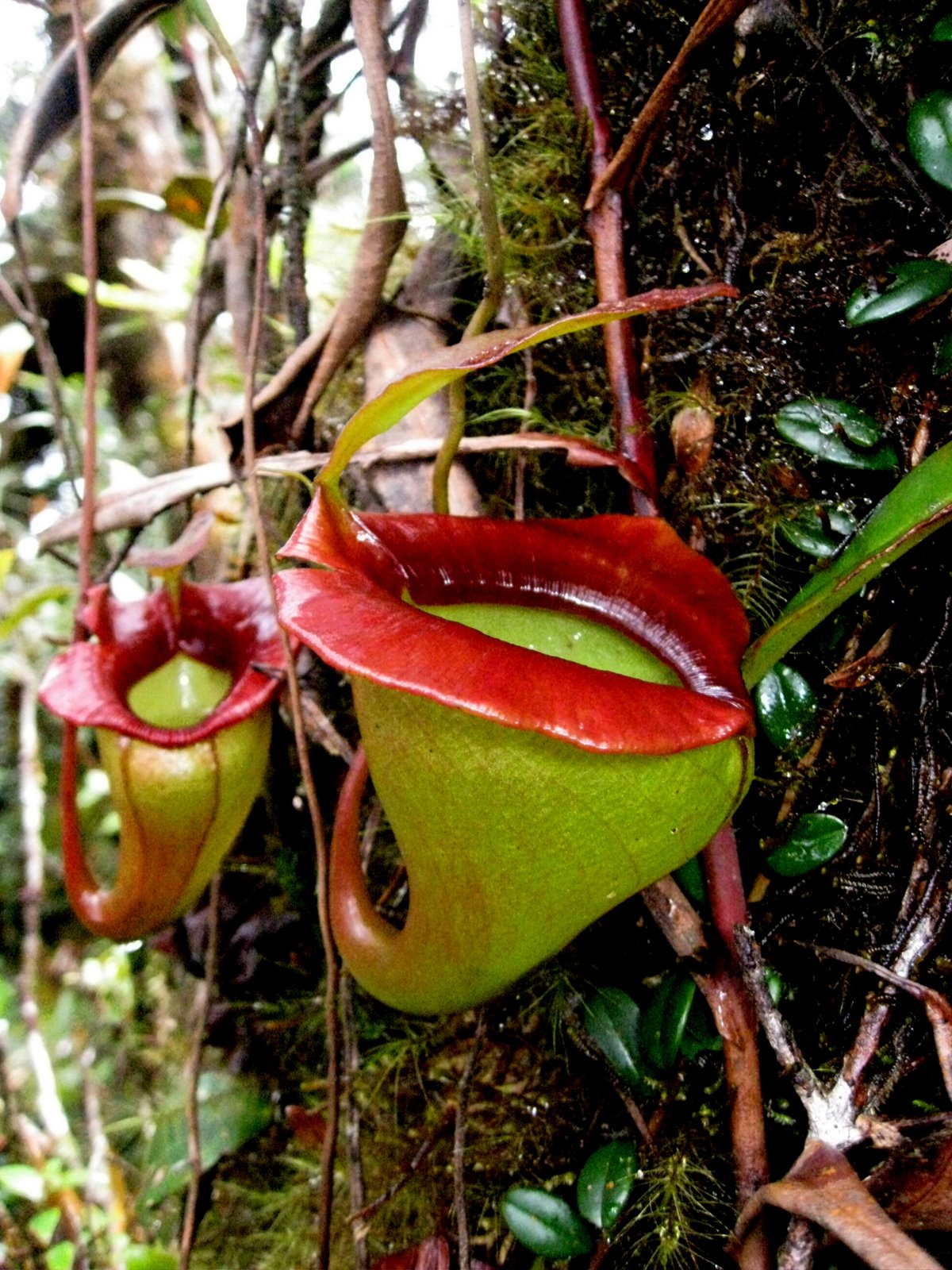
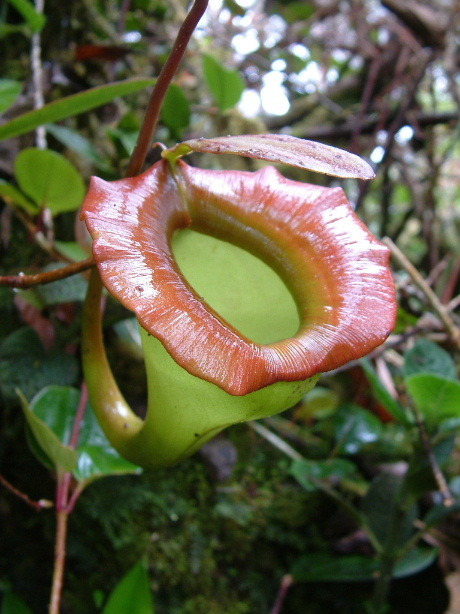